# Schrakia crassula
Schrakia crassula är en svampart som först beskrevs av Karl Starbäck, och fick sitt nu gällande namn av Hafellner 1979. Schrakia crassula ingår i släktet Schrakia och familjen Patellariaceae.   Inga underarter finns listade i Catalogue of Life.